# Ollie Horgan
Ollie Horgan, né le 17 février 1968 à Salthill dans la banlieue de Galway, est un entraîneur de football irlandais. Il fait toute sa carrière dans des clubs du comté de Donegal, d'abord au Fanad United puis chez les Finn Harps avec qui il dispute le championnat d'Irlande de football.

## Biographie
Ollie Horgan nait le 17 février 1968 à Salthill une ville de la banlieue de Galway. Il devient enseignant en mathématiques et travaille au St Eunan's College à Letterkenny dans le comté de Donegal.
Ollie Horgan commence sa carrière d'entraîneur de football chez les adultes au Fanad United, un club amateur situé tout au nord du Donegal sur la péninsule de Fanad. Le club dispute l'Ulster Senior League. Horgan remporte à trois reprises la compétition dans la catégories des moins de 19 ans.
Le 26 novembre 2013 il est choisi à la surprise générale pour prendre le poste d'entraineur du Finn Harps Football Club en vue de la saison 2014. Il devance d'autres personnalités données comme favorites pour succéder à Peter Hutton comme l'ancien joueur du club Joe Boyle ou Don O'Riordan et Julian Dicks. Finn Harps évolue en First Division, la deuxième division irlandaise.
Lors de sa première saison, Horgan s'assure de consolider l'équipe et entame la construction d'une équipe basée sur les jeunes. Malgré un bon début de saison, Finn Harps termine le championnat à une décevante cinquième place et ne peut participer aux barrages de promotion vers la première division. Mais lors de la même saison, il guide son équipe jusqu'aux demi-finales de la coupe d'Irlande, niveau que le club n'avait plus atteint depuis 1999. Lors de ces demi-finales, Finn Harps joue à Richmond Park contre St. Patrick's Athletic FC et s'incline lourdement 6-1 devant les caméras de la télévision nationale RTÉ.
La saison 2015 est elle beaucoup positive. Après un excellent début de saison où les Harps sont invaincues pendant douze rencontres, une invincibilité seulement arrêtée le 5 juin par une défaite 0-1 contre Athlone Town. Finn Harps s'accroche et termine à une belle deuxième place six points derrière Wexford Youths. Ils se qualifient pour les barrages. Au premier tour ils écartent UCD. Ils sont ensuite opposés au Limerick FC qui a terminé à la 11e place de première division. Après une défaite à Limerick 1-0, Finn Harps se rebelle et l'emporte à Ballybofey sur le score de 2-0 après prolongations. Le club accède à la Premier Division pour la première fois depuis quinze saisons. En deux saisons, Ollie Horgan a fait d'un des plus petits budgets du championnat d'Irlande une équipe de première division.
La saison 2016 marque donc le retour de Finn Harps en première division. Le club termine à la 10e place, la première place non relégable mais neuf points devant le premier relégable. Le contrat de Horgan est prolongé avant la fin de la saison.
2017 est beaucoup plus difficile à vivre, parce que la formule de la compétition impose trois relégables et parce que les Harps n'arrivent pas à décoller du bas du classement. Ils terminent à une piètre onzième place et sont relégués en deuxième division. Une période d'incertitude s'ouvre pour Ollie Horgan. Son contrat arrivant à son terme, les négociations sont âpres entre le manager et sa direction. Il signe un nouveau contrat de deux saisons avec comme objectif prioritaire de construire une équipe pour revenir dans l'élite le plus rapidement possible.
En 2018, Ollie Horgan et ses joueurs terminent la compétition à la deuxième place, devancés par UCD pour la montée directe. Le club de Ballybofey dispute les barrages. Il écarte tout d'abord Drogheda United puis se défait de Limerick pour revenir en première division une petite saison après l'avoir quittée. La saison 2019 est compliquée. Finn Harps ne peut faire mieux que la neuvième place et doit jouer sa saison en deux matchs lors des barrages contre Drogheda United. Après avoir perdu le match aller 0-1, les Harps doivent attendre les prolongations pour s'imposer 2-0 et se maintenir dans l'élite irlandaise.
La saison 2020 est particulière puisque réduite à 18 rencontres à cause de la pandémie de Covid-19. Finn Harps se sauve pour un petit point et assure la 8e place. Le club du Donegal ne évite encore la relégation en 2021 mais à force de flirter avec les dernières places et faute de moyens pour conserver ses meilleurs éléments, il s'écroule en 2022 et termine à la dernière place du championnat. Ollie Horgan et les Finn harps se séparent en novembre 2022 après neuf saisons de travail en commun.

## Palmarès
- Trois victoires en Ulster Senior League avec Fanad United

## Éléments statistiques
| Équipe     | pays    | Début         | Fin             | Statistiques | Statistiques | Statistiques | Statistiques | Statistiques   | Statistiques |
| Équipe     | pays    | Début         | Fin             | J            | V            | N            | D            | % de victoires |              |
| ---------- | ------- | ------------- | --------------- | ------------ | ------------ | ------------ | ------------ | -------------- | ------------ |
| Finn Harps | Irlande | Novembre 2013 | 9 novembre 2022 | 354          | 113          | 82           | 159          | 31.92          |              |